# Stantonia sabahensis
Stantonia sabahensis är en stekelart som beskrevs av Van Achterberg 1987. Stantonia sabahensis ingår i släktet Stantonia och familjen bracksteklar. Inga underarter finns listade i Catalogue of Life.